# Fåbergs kyrka
Fåbergs kyrka (norska: Fåberg kirke) är en kyrkobyggnad i Lillehammers kommun i Innlandet fylke i Norge. Kyrkan ligger i tätorten Fåberg.

## Kyrkobyggnaden
En tidigare stavkyrka på platsen var troligen uppförd under senare delen av 1100-talet. Ett nytt torn tillkom år 1633 och möjligen blev stavkyrkan utvidgad till en korskyrka. En lämning från gamla kyrkan är en gravsten från år 1202 i nuvarande kyrkas vapenhus.
Nuvarande kyrka uppfördes på 1720-talet av byggmästare Svend Tråseth som även har uppfört kyrkorna i Bagn, Bruflat och Skrautvål. 23 februari 1727 invigdes kyrkan av biskopen.
Träkyrkan har en korsformad planform där alla korsarmar täcks av sadeltak. Vid västra korsarmen finns kyrktorn med vapenhus och ingång. Ytterväggarna är rödmålade och taken är täckta med rött taktegel.

## Inventarier
- Dopfunten av täljsten är från 1100-talet. Tillhörande dopfat i försilvrad mässing är från 1600-talet och skänktes till kyrkan år 1732.
- Altartavlan är målad av Ole Larsen Smerud och är en gåva till kyrkan år 1810. Motivet är Jesus på korset.
- Huvuddörren i gamla kyrkan är huvuddörr även i nuvarande kyrka.
- År 1895 fick kyrkan sin första orgel som var tillverkad av Olsen & Jørgensen i Oslo. Nuvarande orgel installerades år 1970 och var tillverkad av Norsk Orgel- og Harmoniumfabrikk i Snertingdal.
- Av de båda kyrkklockorna är ena från omkring år 1100 och hängde i den tidigare stavkyrkan. Andra klockan är från Nederländerna år 1751.